# قره ناس
قره ناس یک روستا در ایران است که در دهستان انگوران واقع شده‌است. قره ناس ۶۵۶ نفر جمعیت دارد.